# Dippa Kunda
Dippa Kunda (Schreibvariante: Dippakunda) ist ein Ortsteil der Gemeinde Kanifing (englisch Kanifing Municipal) im westafrikanischen Staat Gambia.
Der Ortsteil liegt im Zentrum der Gemeinde und gehört zum Ort Serekunda. Bei der Volkszählung von 1993 wurde Dippa Kunda als eigener Ort mit 15081 Einwohnern gelistet.

## Geographie
Der Ortsteil Latri Kunda liegt benachbart im Nordosten, die Grenze stellen einige Nebenstraßen dar. Im Süden reicht Dippa Kunda bis an die Sayerr Jobe Avenue heran, südlich davon liegt Serekunda (als Ortsteil). Im Westen liegt Manjai Kunda, hier bildet der Kotu die Grenze zum benachbarten Ortsteil.

## Persönlichkeiten
- Fatim Jawara (1997–2016), Torhüterin der gambische Fußballnationalmannschaft.